# Camilo José Cela
Don Camilo José Cela Trulock, markiz od Irije Flavije (španj. Don Camilo José Cela Trulock, marqués de Iria Flavia) (Iria Flavia, 11. svibnja 1916. - Madrid, 17. siječnja 2002.) bio je utjecajan španjolski pisac, dobitnik Nobelove nagrade za književnost 1989. godine.

## Životopis
Camilo José Cela rođen je u Iriji Flaviji, Padrón, Galicija, Španjolska. Prije nego štoje postao profesionalni pisac Cela je pohađao Sveučilište u Madridu gdje je kratko studirao pravo. Također se borio i u Španjolskom građanskom ratu na Francovoj strani, dok ga nije ranila granata pa je njegova vojna služba morala završiti. Nakon rata Cela se posvetio novinarskom radu, a radio je i nekoliko poslova birokratske prirode, uključujući mjesto cenzora zbog čega je kasnije bio kritiziran. 1944. oženio se s Rosario Conde Picaveom s kojom je 1946. dobio sina Camila Joséa Celu Condea.
Cela je svoj prvi roman, La Familia de Pascual Duarte (Pascual Duarte i njegovi zločini) objavio kad je imao 26 godina, 1942. Taj je roman sličan drugim djelima njegovih suvremenika zato što se bavi egzistencijalnim, moralno dvojbenim protagonistom. Pascual Duarte ima problema s pronalaženjem valjanosti u konvencionalnom moralu i počinjava veliki broj zločina, uključujući ubojstva, zbog kojih ne osjeća nikakvu grižnju savjesti. Time je sličan Mersaultu u romanu Alberta Camusja Stranac. Taj je roman od posebne važnosti i zato što je igrao veliku ulogu u oblikovanju smjera u kojem će se razvijati poslijeratni španjolski roman.
Celino najbolje poznato djelo, La Colmena (Košnica) objavljen je 1951., a opisuje više od 300 likova dok su na stil utjecali i španjolski realizam (najbolji primjeri su Miguel de Cervantes i Benito Pérez Galdós) i suvremeni engleski i francuski autori kao što su Joyce i Sartre. Celin tipični stil - sarkastični, često groteskni oblik realizma - odražava se u Košnici. Trebalo bi naglasiti i da je La Colmena, kao i neka druga Celina djela, prvo objavljena u Argentini zato što je Francova vlada, povezana s Rimokatoličkom Crkvom, njegova djela zabranila zbog nemoralnosti sadržaja.
Od kasnih 1960-ih, usporedno s objavljivanjem San Camila 1936, Celin je rad postajao sve više eksperimentalan. 1988. je na primjer napisao Cristo versus Arizona (Krist protiv Arizone) koji govori o dvoboju u OK Corralu u jednoj rečenici koja se proteže na više od stotinu stranica.
1957. postao je članom Real Academia Española (Španjolske kraljevske akademije). Celu je također kralj Juan Carlos I. proglasio Markizom od Irije Flavije. 1989. nagrađen je Nobelovom nagradom za književnost.
Umro je u Madridu 17. siječnja 2002.

## Djela
- "Pascal Duarte i njegovi zločini",
- "Košnica",
- "San Camilo" 1936.